# Gustaf Thorsander (konstnär)
Nils Gustaf Thorsander, född 31 oktober 1878 i Brunskogs församling i Värmlands län, död där 10 mars 1931, var en svensk målare och grafiker var verksam i Brunskogs socken i Värmland.

## Biografi
Gustaf Thorsander föddes på gården Intaket i Östra Takene. Hans föräldrar var hemmansägaren Nils Eriksson och Anna Jonsdotter. Han drabbades tidigt av akut ledgångsreumatism. Han arbetade då som byggnadsarbetare, men fick då sluta och fick i stället tillsammans med brodern Emil börja måla. Bröderna fick så småningom arbete på möbelfabriken på Sjövik i Årnäs, Brunskog, och när fabriken flyttade, följde de med till möbelfabriken i Arvika där de arbetade fram till 1890-talets slut. I början av 1910-talet hade sjukdomen förvärrats så att den hindrade honom från fortsatt kroppsarbete och han sökte sig i stället mot det konstnärliga måleriet. Han tecknade en period mörka kolteckningar av personer och miljöer i hans närhet, inspirerad av Per Tellander, och började med oljemåleri.
Efter att han blivit sjuk, gick Gustaf Thorsander i två år (1913–1915) på Valands konstskola i Göteborg. Han studerade där för Axel Erdmann. I Valands arkiv finns ett affischförslag i akvarell av Thorsander (nummer 168 i Valands arkiv av elevarbeten) för Husqvarna jaktgevär från 1913. Efter utbildningen, där han bland annat fick lära sig grafiska tekniker, köpte han en tryckpress, och det finns också några etsningar bevarade.

## Konstnärskap
Tillsammans med Alfred Ekstam och Hilding Werner bildade han en grupp på hemorten som omkring 1910 ställde ut i Stockholms tillsammans med De Frie, vilket följdes av fler utställningar 1911 och 1912.
När svensk konst skulle presenteras vid världsutställningen Panama-Pacific International Exposition i San Francisco 1915 blev Gustaf Thorsander en av de konstnärer som fick representera Sverige med sina två målningar ”Sawmill in the moonlilght” och ”Lamplight in the fog”. Året efter gick utställningen vidare till Brooklyn Museum där den också kompletterades med svensk konst som sedan tidigare fanns på olika museer i New York. Utställningen recenserades över två sidor i New York Times den 30 januari 1916.
När Värmländska Konstnärsförbundet bildades i Karlstad 1919 invaldes Thorsander i den första styrelsen som kassör och klubbmästare. Konstnärsförbundet hade sin första höstsalong i Rådhussalen i Karlstad samma år och samtliga medlemmar deltog, vilket refererades i Karlstads-Tidningen. 1927 hade de sin utställning i Tingvallaskolan, och den recenserades i både Stockholms-Tidningen och Göteborgs-Posten. Han medverkade även i Sveriges allmänna konstförenings utställning i Västerås 1917 och Salongen på Liljevalchs konsthall 1922. 
De följande åren var Gustaf Thorsander aktiv som konstnär på hemorten, men gjorde också målarresor, bland annat till Västkusten där han målade skärgårdsmotiv med klippor och hav. På 1920-talet ökade efterfrågan på hans tavlor, men sjukdomen förvärrades vilket begränsade hans produktion. Han är begravd i familjegrav på Brunskogs kyrkogård tillsammans med bland andra föräldrarna och en bror.